# 115801 Пунахоу
115801 Пунахоу (115801 Punahou) — астероїд головного поясу, відкритий 23 жовтня 2003 року.
Тіссеранів параметр щодо Юпітера — 3,511.
Названо на честь школи Пунахоу (англ. Punahou School привілейованої приватної школи у Гонолулу, заснованої у 1841 року.